# مسجد الخضيري
جامع الخضيرى بقلعة الكبش بطولون أمام مدرسة صرغتمش (965هجرية /1560م).

## وصفه
يتوسط المسجد صحن صغير يحيط به من ثلاث جهات رواق واحد قائم على أعمدة بعضها من الرخام والآخر من الحجر، أما إيوان القبلة فيوجد به صفان من الأروقة. وأرض الجامع مفروشة بالحجر وسقفه مغطى بالخشب المزخرف بالنقوش الزيتية ويحيط بأعلى الجدران وزرة خشبية مكتوب عليها «أنشأ هذا المسجد أبو العباس أحمد الخضيري» ويوجد ضريح الشيخ سليمان تجاه باب الوسط عليه قبة ومقصورة من الخشب وبداخل المقصورة قبر ابنه الشيخ أحمد وقبر السيد حمزة الخضيري ومقصورة ثانية صغيرة بها قبر السيد تاج الدين. والضريح عبارة عن حجرة صغيرة مربعة الشكل في أركانها الأربعة مقرنصات صغيرة حولت المربع إلى شكل ثماني وأقيمت فوقه رقبة مثمنة كثيرة الارتفاع فتحت بها أربع نوافذ للإضاءة ثم أقيمت فوقها قبة صغيرة.
والمسجد مليء بالدواليب الحائطية يضع بها المجاورون حاجياتهم. وفي النهاية الغربية لإيوان القبلة توجد دكة المبلغ وهي قائمة على عمودين وتحتها إزار خشبي كتبت عليه أبيات من الشعر في مدح السادة الخضيرية، وتحت الإزار بلاطات من القيشاني التركي الجميل. وبجوار الضريح في إيوان القبلة توجد خزانة للكتب بجوارها باب يسمى باب القبة نسبة إلى قبة الضريح يوصل إلى سطح المسجد. ويوجد بجدران المسجد الأربعة من أعلى نوافذ مملوءة بالجص والزجاج المتعدد الألوان، أما النافذة التي تعلو المحراب فمملوءة بالخشب الخرط. وفي وسط جدار القبلة يوجد المحراب وقد كتب أعلاه قوله تعالى: «كلما دخل عليها زكريا المحراب وجد عندها رزقا». وعلى يسار المحراب توجد خلوة صغيرة تسمى المعبد.